# Calamus proridens
Calamus proridens е вид бодлоперка от семейство Sparidae. Видът не е застрашен от изчезване.

## Разпространение и местообитание
Разпространен е в Американски Вирджински острови, Белиз, Британски Вирджински острови, Доминиканска република, Куба, Мексико, Пуерто Рико, САЩ и Хаити.
Обитава крайбрежията на тропически води, океани, морета, заливи и рифове. Среща се на дълбочина от 11 до 35 m, при температура на водата от 23,4 до 25,4 °C и соленост 36,1 – 36,3 ‰.

## Описание
На дължина достигат до 46 cm.